# Brohl-Lützing
Brohl-Lützing é um município da Alemanha localizada no distrito de Ahrweiler, na associação municipal de Verbandsgemeinde Bad Breisig, no estado da Renânia-Palatinado.

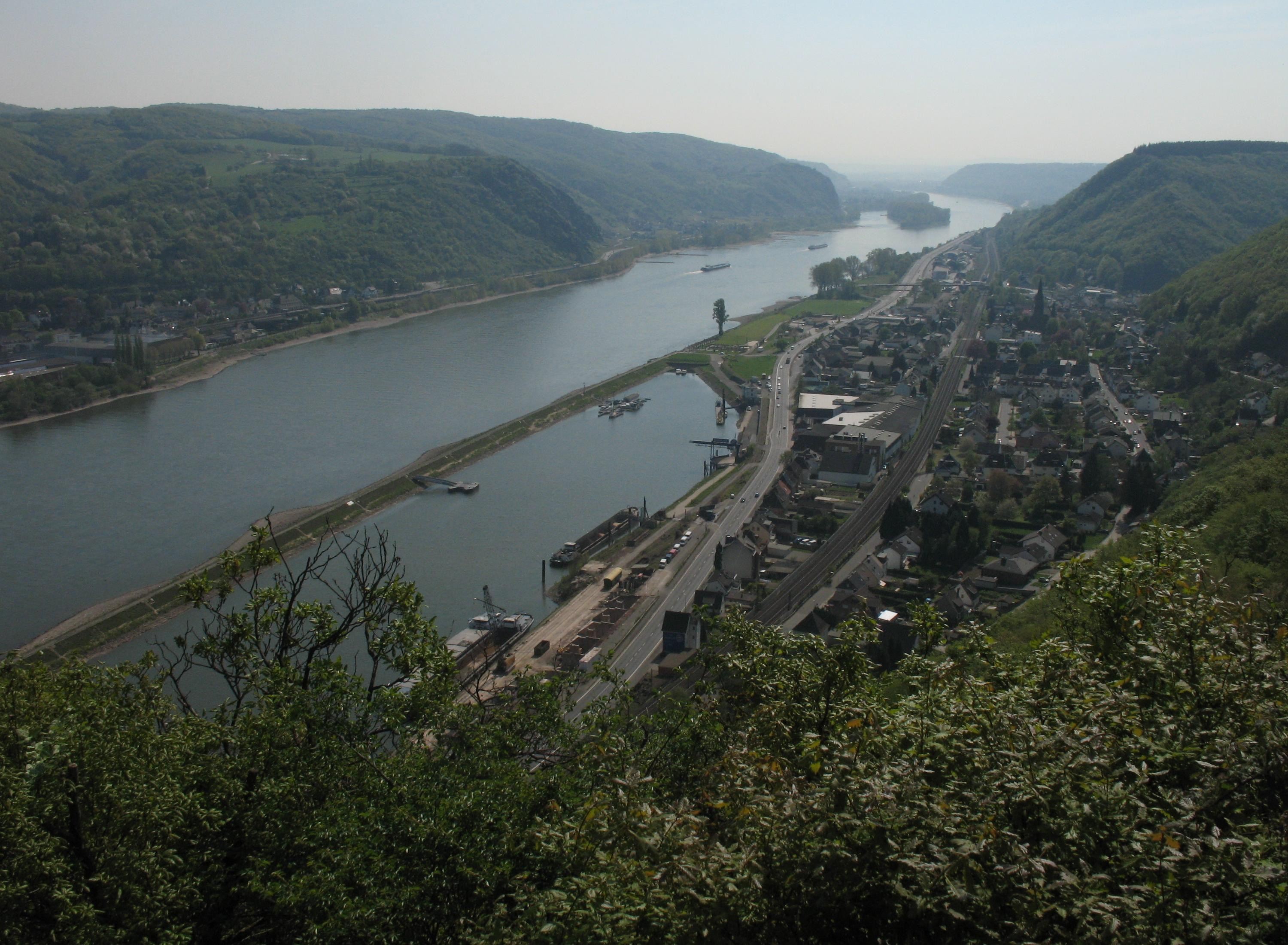
Brohl-Lützing

## População da Cidade
| - 1815 – 1.014 - 1835 – 1.409 - 1871 – 1.430 - 1905 – 2.546 - 1939 – 2.617 - 1950 – 2.949 | - 1961 – 2.968 - 1965 – 2.888 - 1970 – 2.939 - 1975 – 2.684 - 1980 – 2.683 - 1985 – 2.572 | - 1987 – 2.609 - 1990 – 2.649 - 1995 – 2.722 - 2000 – 2.666 - 2005 – 2.670 |